# مارك بيرمان
مارك بيرمان (بالإنجليزية: Marc Berman)، هو سياسي أمريكي وعضو في في جمعية ولاية كاليفورنيا. وهو ديموقراطي يمثل منطقة الجمعية ال 24، التي تضم أجزاء من شبه جزيرة سان فرانسيسكو ووادي السيليكون. وقبل انتخابه للجمعية، كان عضوا في مجلس مدينة بالو ألتو. وبيرمان من اصل يهودي.